# Ahora me toca a mí
Ahora me toca a mí (en inglés originalmente It's my turn) es una película estadounidense del año 1980.

## Argumento
Kate (Jill Clayburgh), una admirada profesora de matemáticas, asiste a la segunda boda de su padre ya mayor. Allí conoce a Ben (Michael Douglas), el hijo de la nueva esposa de su padre, del que se enamora. En los días siguientes Kate deberá decidir si sigue con su actual novio (Charles Grodin) o se queda con Ben, si sigue en su ciudad o si va a vivir a la de Ben, y si sigue con su trabajo o comienza uno nuevo.
- Datos: Q2930335